# Asesinato en febrero
Asesinato en febrero és una pel·lícula de cinema documental espanyola dirigida el 2001 per Eterio Ortega Santillana. Produïda per Elías Querejeta, aquesta cinta va obtenir un gran acolliment en la Setmana de la Crítica de Canes. També fou exhibida a la secció Made in Spanish al Festival Internacional de Cinema de Sant Sebastià.

## Argument
La pel·lícula arrenca de l'assassinat per part d'ETA de Fernando Buesa, parlamentari del PSE-EE, i el seu jove escorta Jorge Díez Elorza, ertzaina, quan es dirigien al seu treball. Els autors busquen que el públic recordi aquest fet i reflexioni sobre els problemes de la societat basca.

## Premis i nominacions
XVI Premis Goya
- Goya a la millor pel·lícula documental (nominada)[4]

Festival de Màlaga
- Premi de l'Audiència al millor documental

## Polèmiques
TVE va decidir emetre el documental la vespre de la diada de reflexió de les eleccions generals espanyoles de 2004, cosa que provocà la protesta formal de la Fundació Fernando Buesa per l'ús del documental amb "finalitats electoralistes"